# NGC 2426
NGC 2426 је елиптична галаксија у сазвежђу Рис која се налази на NGC листи објеката дубоког неба.
Деклинација објекта је + 52° 19' 5" а ректасцензија 7h 43m 18,4s. Привидна величина (магнитуда) објекта NGC 2426 износи 13,2 а фотографска магнитуда 14,2. NGC 2426 је још познат и под ознакама UGC 3977, MCG 9-13-38, CGCG 262-22, VV 284, PGC 21648.